# Pałac w Biechowie
Pałac w Biechowie – zabytkowy pałac w miejscowości Biechów (województwo opolskie).

## Opis
Piętrowy pałac. Od frontu dwupiętrowy ryzalit zwieńczony trójkątnym frontonem zawierającym kartusz z hrabiowskim herbem rodziny von Matuschka, właścicieli w latach 1856-1945. Mniejsze dwa herby von: Matuschka (rodowy z rycerzem) i Spaetgen oraz ich klejnoty: trzy pawie pióra (herbu Matuschka) i orzeł pruski (herbu Spaetgen) znajdują się w tarczach herbowych zwieńczonych koronami we frontonach nad lukarnami.
Obiekt wybudowany w latach 1863–1865 jest częścią zespołu pałacowego, w skład którego wchodzą jeszcze:
- park z drugiej połowy XIX w.[5]
- portiernia z 1904[6]

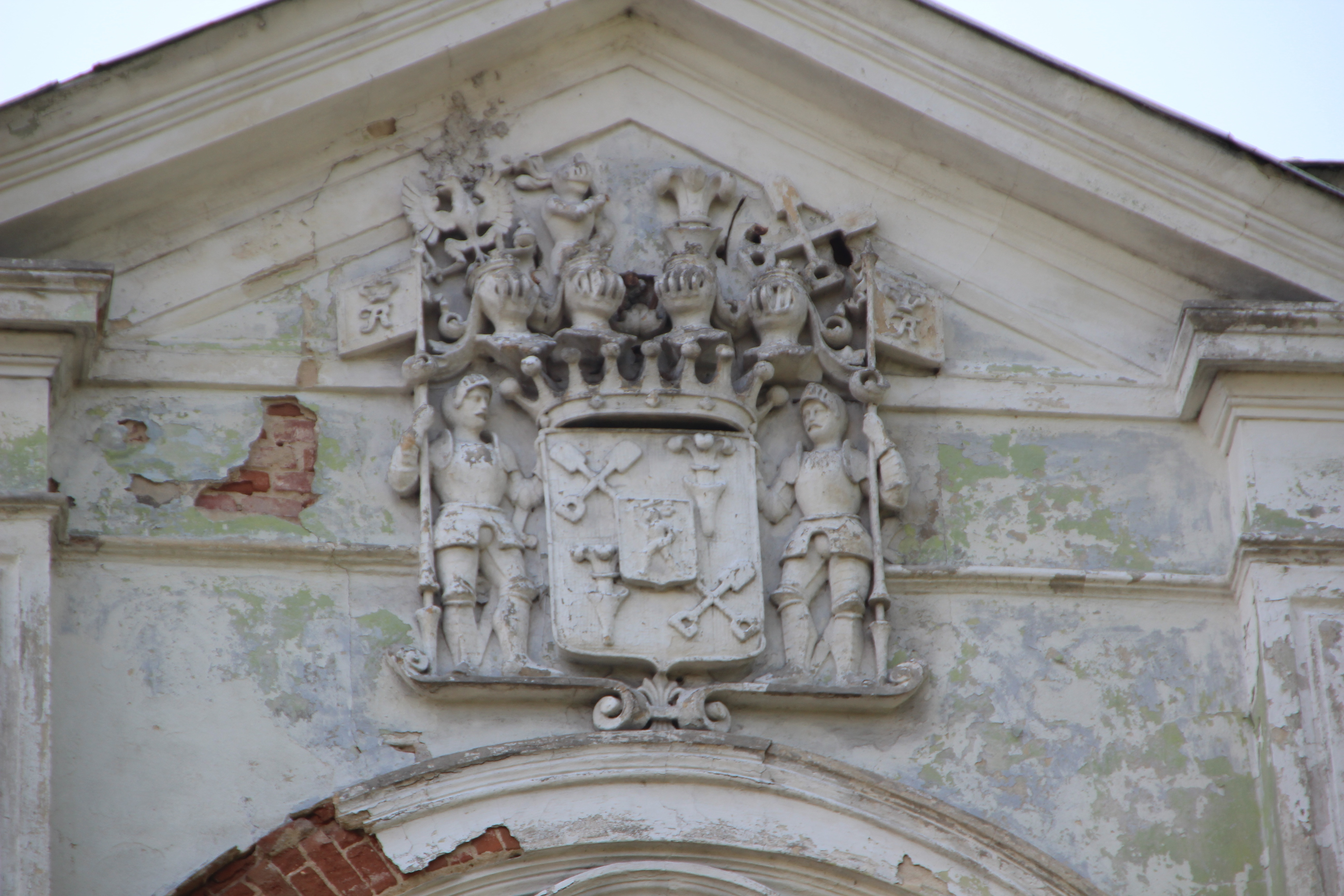
Herb hr. von Matuschka
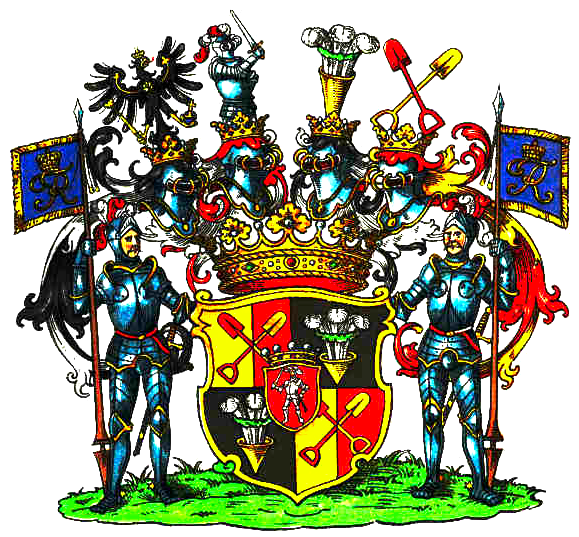
Herb hr. von Matuschka
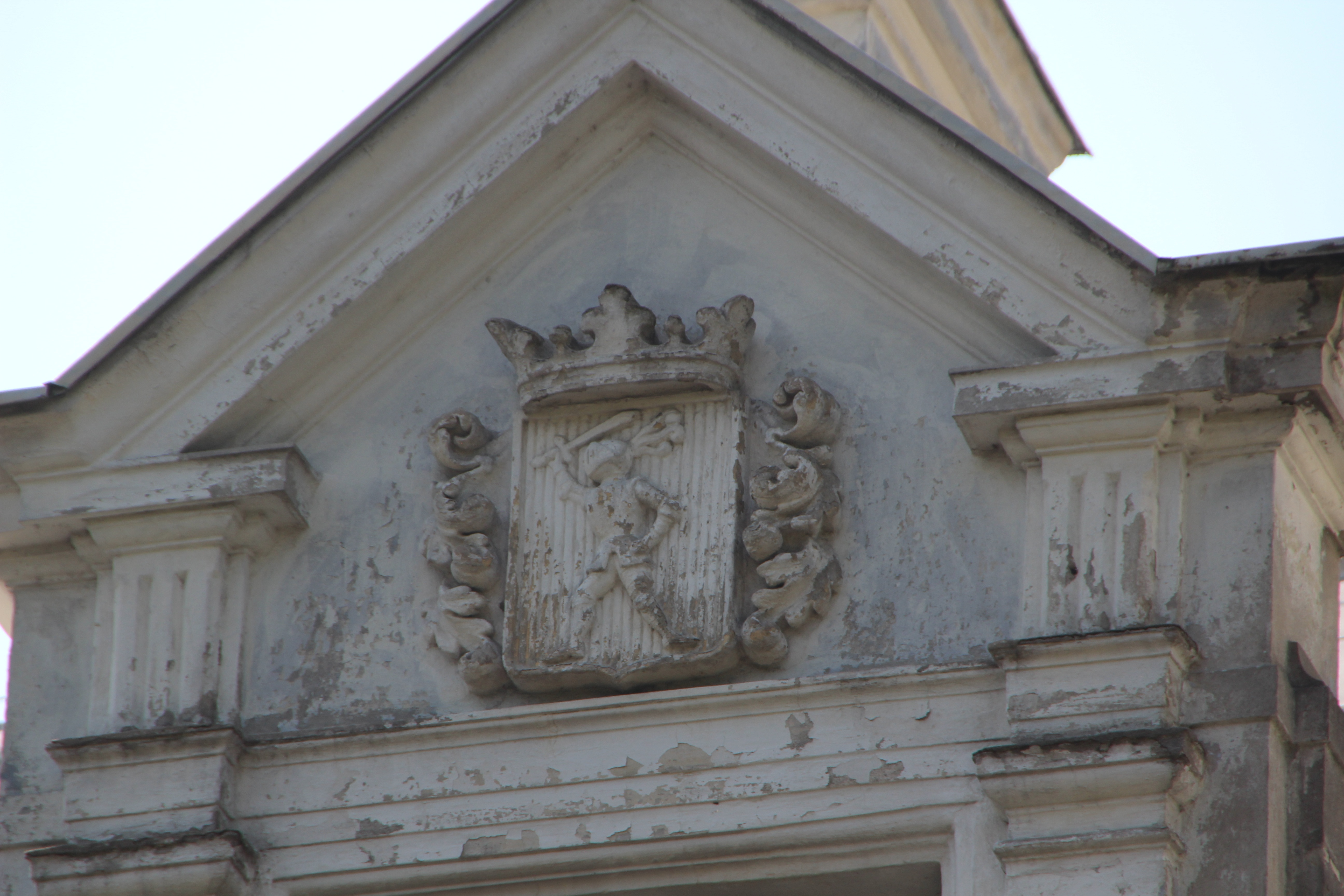
Herb rodowy Matuschka
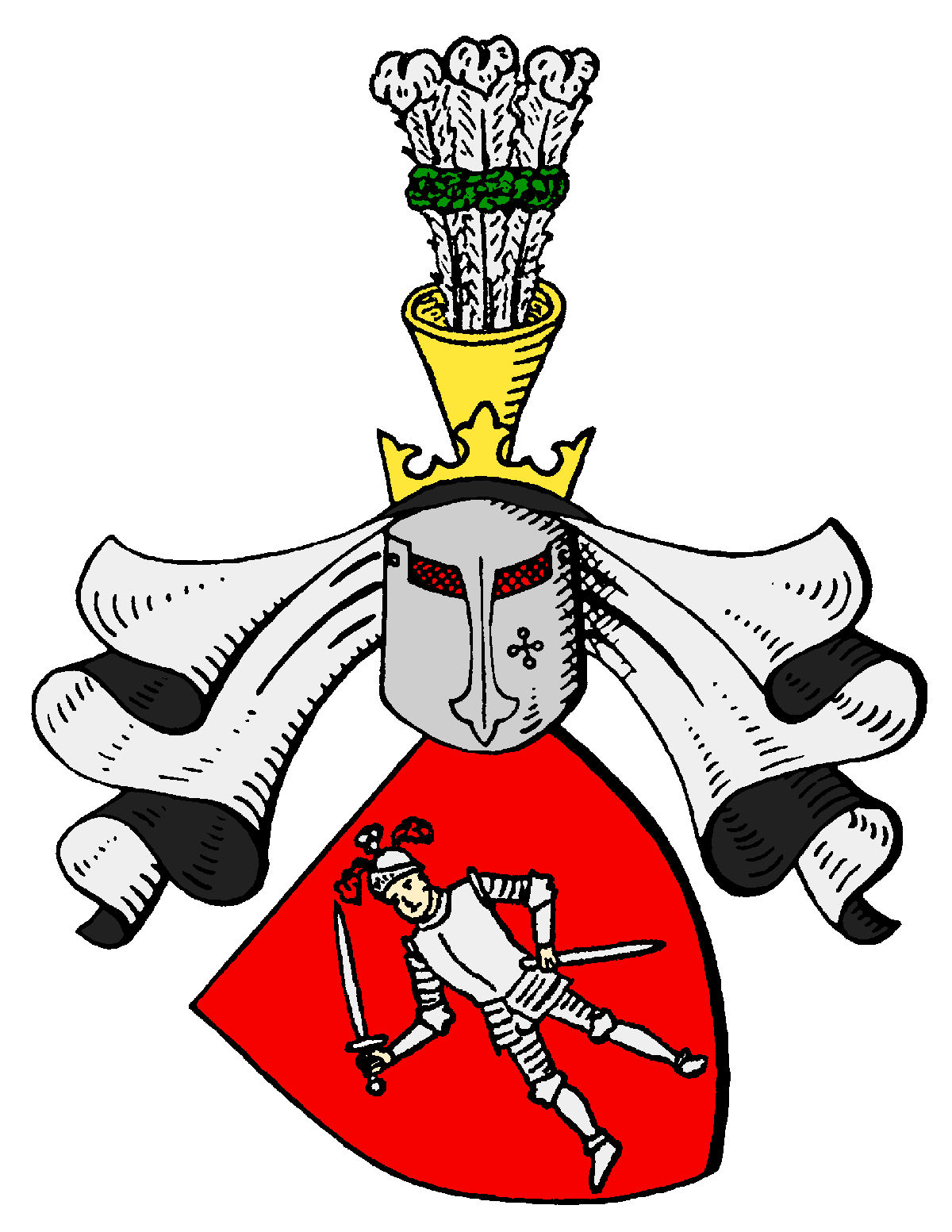
Herb rodowy Matuschka
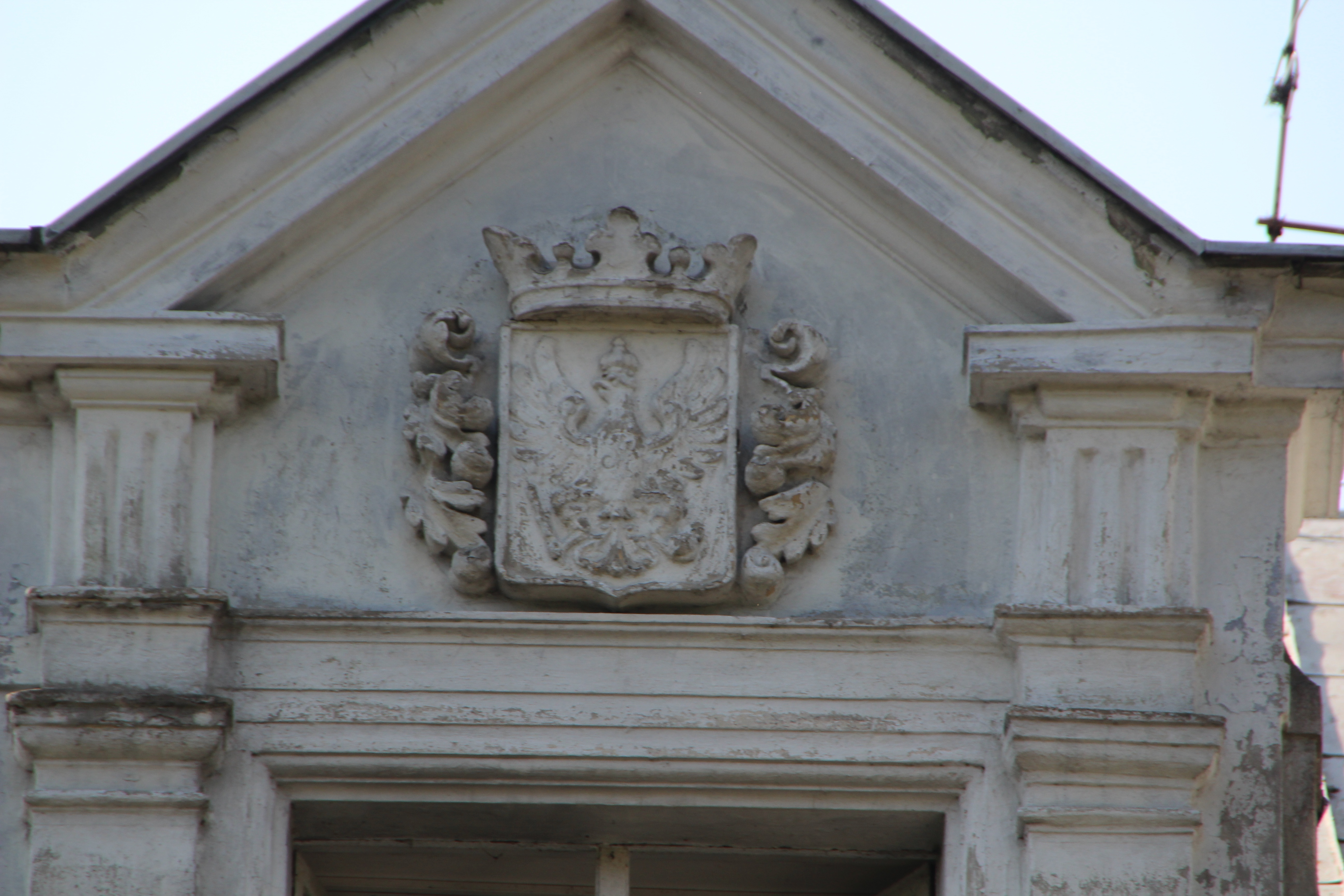
Orzeł pruski (klejnot von Spaetgen)
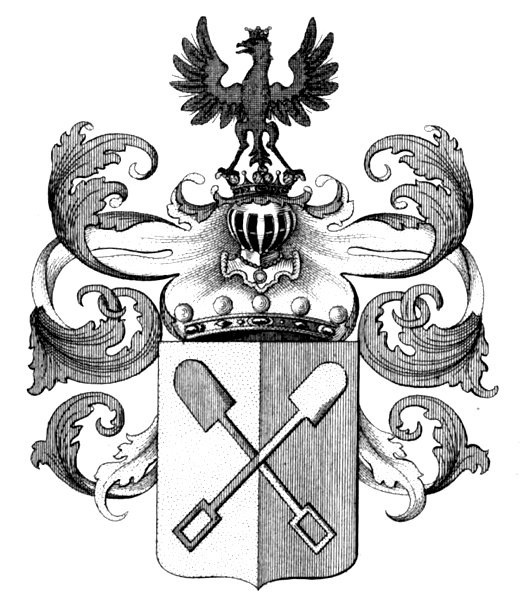
Herb von Spaetgen
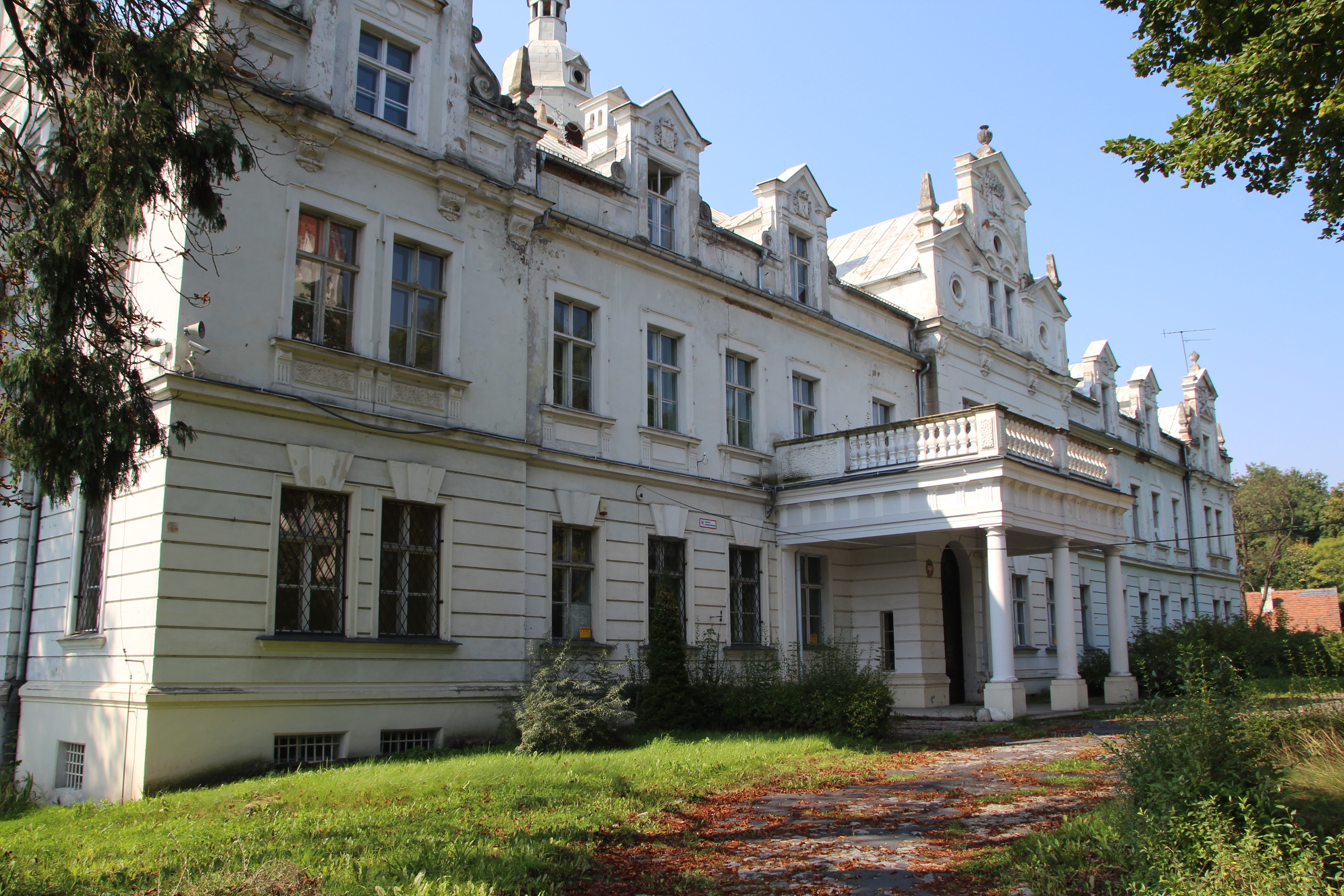
Pałac